# Никольский, Николай Васильевич
Никола́й Васи́льевич Нико́льский (7 (19) мая 1878, Юрмекейкино, Казанская губерния — 2 ноября 1961, Казань) — советский этнограф и историк; доктор исторических наук (1947), профессор (1928); профессор Казанского университета, Восточного педагогического института, Марийского педагогического института.
Первый научный работник из чувашей, получивший учёные степени магистра (1913) и доктора исторических наук (1947), учёное звание профессора (1928). Внёс большой вклад в разработку вопросов истории, этнографии, фольклора и языка чувашского и других поволжских народов. Основатель первой газеты на чувашском языке «Хыпар», был редактором-издателем её первых 22 номеров. Известен также как музыкант и знаток народной медицины.
Входит в число деятелей культуры, просвещения и науки из чувашей, которые ещё в дореволюционное время смогли выдвинуться вопреки национальной политике Российской империи.

## Биография

### Происхождение
Родился 7 (19) мая 1878 года в деревне Юрмекейкино Шуматовской волости Ядринского уезда Казанской губернии в семье чувашского крестьянина, работавшего землемером и ставшего впоследствии псаломщиком. Отец — чуваш Василий Никитин Никольский, мать — Агриппина Степановна, русская. Дед по отцовской линии — Никита Андреев, бабушка по отцовской линии — Мария Андреева. Дед по материнской линии — Степан Севостьянов. У Н. В. Никольского было три брата и пять сестёр: Меркурий, Зосим, Валерий, Анна, Елизавета, Екатерина, Елизавета и Серафима.
Учился в Шуматовском земском училище. После окончания Шуматовского земского училища был определён в Чебоксарское духовное училище, в котором обучался пять лет. После завершения учёбы в училище по первому разряду поступил в Казанскую духовную семинарию, которую окончил в 1899 году по первому разряду. С 1899 по 1903 год — учёба в Казанской духовной академии.
В 1899 году Н. В. Никольского приняли в Казанскую духовную академию, которую он успешно окончил в 1903 году.

### Дореволюционная деятельность
Совет академии присудил Н. В. Никольскому степень кандидата богословия и звание магистранта, признав его кандидатское сочинение «Христианство среди чувашей» лучшим по истории русской церкви и удостоив премии в размере 100 рублей. Окончание академии со званием магистранта давало право писать магистерскую диссертацию без сдачи устного испытания. По предложению академии обер-прокурор синода назначил Н. В. Никольского преподавателем в Иркутскую духовную семинарию. Никольский не согласился с назначением: он стремился посвятить себя следованию этнографии и истории культуры чувашского народа. Ему пришлось устроиться на низкооплачиваемую должность надзирателя над учащимися в Казанской духовной семинарии, которую он занимал до ноября 1906 года.
- 1903 — начало 1917 года — исполнял обязанности делопроизводителя в Переводческой комиссии Православного миссионерского общества.
- 1903—1906 годы — работа в должности надзирателя над учащимися в Казанской духовной семинарии.
- Ноябрь 1903—1917 год — преподавание чувашского языка, истории и этнографии чувашей на миссионерских курсах при Казанской духовной академии.
- 1904 год — в журнале опубликовал исследование «Народное образование у чуваш».
- Январь 1906 года — начал издавать первую газету на чувашском языке «Хыпар».
- Январь 1906 — май 1906 года — редактор газеты «Хыпар».
- 1906—1914 годы — издаёт на чувашском языке переводы духовной литературы, более 30 брошюр на чувашском языке о земледелии, животноводстве, пчеловодстве, медицине, воспитании детей и т. д.; составляет и ежегодно издаёт календарь на чувашском языке — «Çулталăк кĕнеки» (всего 9 календарей).
- Ноябрь 1906 — лето 1910 года — работа на должностях преподавателя и наставника в Казанской инородческой учительской семинарии. Преподавал историю и географию.
- Март 1907—1916 год — работа в должности учителя чувашского языка в Казанской духовной семинарии.
- С августа 1907 года — работа в должности библиотекаря фундаментальной библиотеки Казанской инородческой учительской семинарии.
- 1909—1917 годы — работает в Казанской земской школе для образования народных учительниц.
- Лето 1910 года — уволен из Казанской инородческой учительской семинарии по подозрению в политической неблагонадёжности.
- 1913 — начало 1917 года — исполнял обязанности секретаря в Переводческой комиссии Православного миссионерского общества.
- 1913 год — защита магистерской диссертации на тему «Христианство среди чуваш Среднего Поволжья в XVI—XVIII веках. Исторический очерк». Получил степень магистра богословия.
- 1915 год — Министерство народного просвещения разрешило читать лекции в Казанском университете по курсу «История христианского просвещения инородцев Поволжья».
- 1915—1917 годы — приват-доцент кафедры церковной истории Казанского университета.

С ноября 1903 по 1917 год Н. В. Никольский работает преподавателем чувашского языка, истории и этнографии чувашей на миссионерских курсах при Казанской духовной академии. Здесь преимущественно повышали свою квалификацию сельские учителя.
В январе 1906 года Н. В. Никольский начал издавать первую газету на чувашском языке «Хыпар», был редактором-издателем её 22 номеров (по май 1906 года). В январе 1906 года Н. В. Никольский начал издавать первую газету на чувашском языке «Хыпар». В мае 1907 года по решению властей газету закрыли.
В ноябре 1906 года Н. В. Никольский был принят на должность преподавателя истории и наставника в Казанскую инородческую учительскую семинарию. В августе 1907 года он одновременно занял в семинарии должность библиотекаря фундаментальной библиотеки. Летом 1910 года произошли волнения среди учащихся семинарии. В связи с этим Никольский, заподозренный в политической неблагонадёжности, был уволен из учительской семинарии, он оставался в должности учителя чувашского языка Казанской духовной семинарии.
В 1904 году в журнале, а в 1906 году отдельной книгой было опубликовано исследование Н. В. Никольского «Народное образование у чуваш», в котором на основе многочисленных источников глубоко освещается история распространения грамотности среди чувашей с XVI по XVIII век. В эти же годы им были опубликованы составленные землемером К. Мильковичем в XVIII веке этнографические описания «Быт и верования мордвы в 1783 году», «Быт и верования татар Симбирской губернии в 1783 году», а также «Записки Мильковича о чувашах XVIII века» с обстоятельными предисловиями и комментариями. Эти публикации имели большое значение для этнографической науки. Немалую научную и практическую ценность для своего времени представлял составленный Н. В. Никольским большой (640 стр.) «Русско-чувашский словарь» с приложением конспекта грамматики чувашского языка, изданный в Казани в 1909 году. В том же году в Москве вышла в свет его книга «Народная медицина у народностей Поволжья».
В 1913 году Н. В. Никольский защитил магистерскую диссертацию на тему «Христианство среди чуваш Среднего Поволжья в XVI—XVIII веках. Исторический очерк» и получил степень магистра богословия. Министерство народного просвещения в 1915 году разрешило ему читать лекции в Казанском университете по курсу «История христианского просвещения инородцев Поволжья» и Н. В. Никольский был зачислен приват-доцентом университета.
С 1903 до начала 1917 года Н. В. Никольский сотрудничал в Переводческой комиссии Православного миссионерского общества, в котором исполнял обязанности делопроизводителя, в 1913 году одновременно и секретаря. Эта комиссия издавала брошюры и книги на 23 языках. Через неё Никольский издал на чувашском языке более 30 брошюр о земледелии, животноводстве, пчеловодстве, медицине, воспитании. Здесь он составлял и издавал календари на чувашском языке «Çулталăк кĕнеки» с 1906 по 1914 год — всего 9 книг.

### Деятельность в 1917
22 марта 1917 года в Казани создал и стал лидером «Общества мелких народностей Поволжья». Май 1917 года — возобновилось издание газеты «Хыпар». 20—28 июня 1917 года — один из организаторов и руководителей Всероссийского чувашского съезда в Симбирске. Июнь 1917 — январь 1918 года — председатель Казанской губернской земской управы (при Временном правительстве председатели губернских земских управ исполняли обязанности губернаторов).
Н. В. Никольский был инициатором и лидером созданного 22 марта 1917 в Казани «Общества мелких народностей Поволжья». Был одним из организаторов и руководителей Всероссийского чувашского съезда в Симбирске 20—28 июня 1917 года, после которого его влияние в чувашском национальном движении снизилось из-за прихода к руководству более радикальных деятелей. Никольский не одобрил приход к власти большевиков, но не участвовал и в борьбе с новой властью. До конца жизни не скрывал религиозности, игнорировал марксистскую методологию, чем и были обусловлены репрессии и перерывы в научной деятельности.
В мае 1917 года Н. В. Никольский возобновил издание газеты «Хыпар».

### После Октябрьской революции
С 1918 по 1922 год работает профессором Казанского университета. С 1921 по 1922 год занимает должность директора Восточной консерватории в Казани.
С 1922 по 1931 год — доцент, профессор Восточного педагогического института. Преподавал этнографию и чувашский язык. В 1931 году был арестован, уволен из института, вскоре освобождён. С 1931 года до 1940 год находится на пенсии и ведёт научно-исследовательскую работу как нештатный научный сотрудник гуманитарных НИИ Чувашской, Татарской, Мордовской, Марийской АССР. 25 марта 1933 года снова арестован, освобождён 10 октября 1933 года.
С 1940 до 1950 года работал старшим научным сотрудником Марийского НИИ языка, литературы и истории им. В. М. Васильева, с 1948 по 1950 также профессором Марийского педагогического института. Решением ВАК Министерства высшего образования СССР от 15 ноября 1947 года ему была присуждена учёная степень доктора исторических наук. С 1948 по 1950 год работал старшим научным сотрудником Марийского НИИ языка, литературы и истории, но жил в Казани.

### Последние годы
Скончался Н. В. Никольский 2 ноября 1961 года в Казани в возрасте 83 лет. Его предсмертными словами были: «Никто не скажет, что я был лентяем». Похоронен на Арском кладбище Казани.

## Личная жизнь, семья, друзья
Жена — А. В. Яснитская, дочь В. С. Яснитского — русского священника чувашского села Большие Яуши.
Среди друзей — А. Е. Арбузов — химик-органик.

## Память
Имя Н. В. Никольского носят:
- Государственное автономное профессиональное образовательное учреждение Чувашской Республики «Чебоксарский профессиональный колледж им. Н. В. Никольского» Министерства образования и молодёжной политики Чувашской Республики
- Журналистская премия им. Н. В. Никольского[5].
- Проспект Николая Никольского в Московском районе города Чебоксары.

Памятники Н. В. Никольскому:
- намогильный знак на Арском кладбище города Казани.
- бюст в деревне Юрмекейкино[6]

## Список произведений

### Издания
- Никольский Н. В. Рассказ чувашина деревни Типсирмы, Больше-Шатминского прихода, записанный диаконом с. Шихазан Тарасием Кирилловым в феврале 1903 г. // ИзвКЕ. — 1904. — № 33. — С. 1118—1120.
- Никольский Н. В. Чувашин-говельщик // ИзвКЕ. — 1904. — № 10. — С. 326—335.
- Никольский Н. В. Программа для собирания сведений о чувашах. — Казань, 1904. — 10 с.
- Никольский Н. В. Программа для собирания сведений о чувашах// ИзвКЕ. — 1904. — № 3 (янв.). — С. 63-72.
- Никольский Н. В. Родной язык как орудие просвещения инородцев. — Казань, 1904. — 36 с.
- Никольский Н. В. Родной язык как орудие просвещения инородцев // Православ. собеседник. — 1904. — Т. 1. — С. 371—404.
- Никольский Н. В. Народное образование чуваш: Ист. очерк // Там же. — 1904. — Июль-авг. — С. 209—228; Нояб. — С. 861—881.
- Никольский Н. В. Переводческая комиссия в Казани и её просветительская деятельность среди инородцев// Православ. собеседник. — 1905. — Т. 3. — С. 138—150.
- Никольский Н. В. Переводческая комиссия в Казани и её просветительская деятельность среди инородцев. — Казань, 1905. — 15 с.
- Никольский Н. В. Школьное просвещение чуваш в 1764—1800 гг. // Православ. собеседник. — 1905. — Июль. — С. 470—490; Нояб. — С. 403—426.
- Никольский Н. В. К инородческому вопросу в царствование Екатерины II // Православ. собеседник. — 1905. — Т. 3. — С. 673—677.
- Никольский Н. В. Взгляд чуваш на воинскую повинность// Там же. — 1905. — Ч. 1. — С. 179—188, 362—370.
- Никольский Н. В. Взгляд чуваш на воинскую повинность. — Казань, 1906. — 20 с.
- Никольский Н. В. Народное образование чуваш: Ист. очерк. — Казань, 1906. — 86 с.
- Никольский Н. В. Народное образование у чуваш. — Казань, 1906.
- [Никольский Н. В.]. Отрывки из писем Н. В. Никольского // Чичерина С. В. У приволжских инородцев. — СПб., 1906. — Прил. № 22. — С. 180—188.
- Никольский Н. В. Русско-чувашский словарь. — Казань, 1909.
- Никольский Н. В. Русско-чувашский словарь. Казань, 1910.
- Никольский Н. В. Конспект по этнографии чуваш. — Казань: Тип. О. П. Люстрицкая, 1908. — [2], VI, 190 с.
- Никольский Н. В. Конспект по истории христианского просвещения чуваш. — Казань: Центр. тип., 1909. — 36 с.
- Никольский Н. В. Народная медицина у народностей Поволжья. — Москва, 1909.
- Никольский Н. В. Конспект по грамматике чувашского языка. Казань, 1909; 2-е изд. 1910.
- Никольский Н. В. Программа для собирания сведений о чувашах // Çулталăк кĕнеки, 1911. — Казань, 1910. — С. 47-48, 2 с. обл.
- Никольский Н. В. Краткий конспект по этнографии чуваш. 1911; 2-е изд. 1919.
- Никольский Н. В. Краткий конспект по этнографии чуваш// ИОАИЭ. — 1911. — Т. 26, вып. 6. — С. 511—624.
- Никольский Н. В. Этнографические заметки о чувашах Козьмодемьянского уезда Казанской губернии // ИОАИЭ. Т.27. Вып.4. Казань, 1911.
- Никольский Н. В. Этнографические заметки о чувашах Козьмодемьянского уезда Казанской губернии// ИОАИЭ. — 1911. — Т. 27, вып. 4. — С. 245—270.
- Никольский Н. В. Этнографические заметки о чувашах Козьмодемьянского уезда Казанской губернии. — Казань, 1911. — 26 с.
- [Никольский Н. В.]. Наиболее важные статистические сведения об инородцах Восточной России и Западной Сибири, подверженных влиянию ислама/ Под ред. епископа Андрея Мамадыш-ского и Н. В. Никольского. — Казань: Тип. Губ. правления, 1912. — С. IXXX, 322 с. — Библиогр.: с. 242—312. — Чуваши см. с. 280—312 (768 назв.); Рец.: Бартольд В. В. […]// Мир ислама. — 1912. — Т. 1, № 4. — С. 587—596; К-ский П. […]// ЖМНП. Нов. сер. — 1912. — Ч. 2, № 7. — С. 83—94.
- Никольский Н. В. Статистические сведения о вотяках за 1911 год с указателем литературы о них и изданий на вотском языке / Никольский Н. В.; Изд. Михеев И. С. — Казань : Центр. тип., 1912. — 80 с.
- Никольский Н. В. [Дополнения к «Программе для собирания сведений о чувашах»]// Çулталăк кĕнеки, 1913. — Казань, 1912. — С. 37—43.
- Никольский Н. В. Статистические сведения о черемисах за 1911 год, с указателем литературы о них и изданий на черемисском языке. — Казань, 1912.- 88 с.
- Никольский Н. В. Христианство среди чуваш Среднего Поволжья в XVI—XVIII веках. Исторический очерк. Казань, 1912.
- Никольский Н. В. Христианство среди чуваш Среднего Поволжья в XVI—XVIII веках// ИОАИЭ. — 1912. — Т. 28, вып. 1-3. — С. 1-416: ил. + карт.
- Никольский Н. В. Христианство среди чуваш Среднего Поволжья в XVI—XVIII веках. — Казань, 1912. — 416 с.: ил. +карт.; Рец.: […]// Волж. -Кам. речь. — 1912. — № 111 (20 мая); Покровский И. М. Приложения к «Протоколу заседаний совета имп. Казанской духовной академии за 1913 год»// Православ. собеседник. — 1916. — Февр. -апр. — С. 3—20; Катанов Н. Ф. […]// Там же. — С. 20—38.
- Никольский Н. В. Несколько пояснений и дополнений к книге «Наиболее важные статистические сведения об инородцах Восточной России и Западной Сибири, подверженных влиянию ислама»// Православ. собеседник. — 1913. — Кн. 2. — С. 830—838.
- Никольский Н. В. Несколько пояснений и дополнений к книге «Наиболее важные статистические сведения об инородцах Восточной России и Западной Сибири, подверженных влиянию ислама». — Казань, 1913. — 11 с.
- Никольский Н. В. Народная медицина у инородцев Поволжья. — Казань, 1915. — 14 с.
- Никольский Н. В. Народная медицина у инородцев Поволжья// Православ. собеседник. — 1915. — № 5-6. — С. 126—139.
- Никольский Н. В. К истории христианского просвещения черемис в XIX веке. — Казань, 1915. — 77 с.
- Никольский Н. В. Распространение христианства среди нижегородских чуваш до 1764 г. // Живая старина. — 1915. — Т. 24, вып. 1-2. — С. 115—160.
- Никольский Н. В. Программа для собирания сведений об инородцах Поволжья// ИОАИЭ. — 1916. — Т. 29, вып. 4. — С. 173—187.
- Никольский Н. В. Программа для собирания сведений об инородцах Поволжья. — Казань, 1916. — 15 с.
- Никольский Н. В. Распространение христианства среди нижегородских чуваш до 1764 г. — Петроград, 1916. — 46 с.
- Никольский Н. В. Краткий чувашско-русский словарь. Казань, 1919.
- Никольский Н. В. Чувашско-русский словарь. 1919.
- Никольский Н. В. Краткий конспект по этнографии чуваш. — Казань: 3-я тип. Губ. совета Рабочих, Крестьян и Крас. депутатов, 1919. — [2], IV, 114 с.: ил.
- Никольский Н. В. Конспект по истории народностей Поволжья: (с древнейших времён до 1917 г.). — Казань: 3-я тип. Губ. совета Рабочих, Крестьян и Крас. депутатов, 1919. — 88 с.
- Никольский Н. В. Программа для собирания сведений о чувашах // Никольский Н. В. Краткий чувашско-русский словарь. — Казань, 1919. — С. 329—333.
- Никольский Н. В. История мари (Черемис). — Казань, 1920.- 180 с.
- Никольский Н. В. Конспект по истории народной музыки у народностей Поволжья. — Казань: 1-я гос. тип., 1920. — 72 с. — Чуваши см. с. 49—51 и др.; Рец.: Худяков М. Г. […]// Вестн. просвещения ТАССР. — 1922. — № 1-2. — Стб. 126—130.
- Никольский Н. В. География и природные богатства ЧАССР // Программы по общественным дисциплинам. — Казань, 1928. — С. 51-52.
- Никольский Н. В. Краткий курс этнографии чуваш. Вып.1. (Материальная культура.) Чебоксары, 1929.
- Никольский Н. В. Краткий курс этнографии чуваш: (матер. культура). — Чебоксары, 1928 (1929 ?). — Вып. 1. — 226 с.; Рец.: Кузнецов И. Д. О некоторых методологических и этнографических упражнениях Н. В. Никольского// Книга и революция. — 1930. — № 1. — С. 16-17; Кузнецов И. Д. О книге проф. Н. В. Никольского// Кузнецов И. Д. Очерки по истории и историографии Чувашии. — Чебоксары, 1960. — С. 336—340.
- Никольский Н. В. Краткий обзор работ по этнографии чуваш// I Всечувашский краеведческий съезд: Тез. докл. и резолюций. — Чебоксары, 1929. — С. 119—129.
- Никольский Н. В. Народная медицина у чуваш. — Чебоксары, 1929. — 61 с.
- Никольский Н. В. Народная медицина у чуваш. Чебоксары, 1929.
- Никольский Н. В. О пословицах чувашского народа. 1958.
- Никольский Н. В. Религиозно-нравственное состояние инородцев Поволжья// Инород. обозрение. — 1912. — Кн. 1. — С. 3-5.
- Никольский Н. В. Сборник исторических материалов о народностях Поволжья. -Казань: 5-я гос. тип., 1919 (1920). — 479 с. — Чуваши см. с. 478—479.
- Никольский Н. В. Сущность и значение этнографии местного края// Край Ильича. — Казань, 1926. — № 1. — С. 18-20.
- Никольский Н. В. Что читать по истории, этнографии и археологии народностей Поволжья?// ИОАИЭ. — 1919. — Т. 30, вып. 2. — С. 244.
- Никольский Н. В. Творчество чуваш// ИОАИЭ. — 1920. — Т. 31, вып. 1. — С. 71-86.
- Никольский Н. В. Творчество чуваш. 1921.
- Никольский Н. В. Чуваши// Материалы по изучению Татарстана. — Казань, 1925. — Вып. 2. — С. 167—172: ил.
- Никольский Н. В. Чувашские сказки. 1960.

### Архивы, рукописи
Рукописный фонд Н. В. Никольского с 1943 года в основном хранится в архивах Чувашского государственного института гуманитарных наук и Марийского научно-исследовательского института языка, литературы и истории им. В. М. Васильева.
Произведения в рукописях:
- Чувашские пословицы и поговорки.
- Известия русских путешественников и иностранцев о чувашах с древнейших времён до XIX века.
- Чăвашла-вырăсла словарь.
- Вырăсла-латинла-чăвашла словарь.